# 江景級掃海艇
江景級掃海艇（カンギョンきゅうそうかいてい、英語: Kanggyeong-class coastal minehunter）は、大韓民国海軍の掃海艇の艦級。スワロー型と呼び始め、造船所である江南株式会社側の呼称はSK-5000型。

## 来歴
韓国海軍は、1948年から1956年にかけて、YMS-1級掃海艇を中心に木造掃海艇31隻の供与を受けて、掃海艇戦力の配備に着手した。しかしこれらはいずれも第二次世界大戦中の建造であり、搭載機材の旧式化も進んでいたことから、軍事援助計画（MAP）に基づいて戦後世代のブルーバード級掃海艇の供与が開始され、1959年にMSC-268級3隻、また1960年代から1970年代にかけて小改良型のMSC-289級5隻を就役させた。
しかしその後の対機雷戦戦力の整備は緩慢であり、特に機雷掃討能力の導入は大幅に遅れていた。このことから、1980年代に入って、新世代の掃海艇の導入が計画されるようになった。これに基づいて建造されたのが本級である。

## 設計
設計面では、イタリア海軍のレリチ級機雷掃討艇に基づいているが、同級を建造したインターマリン社に認可を受けたライセンス生産ではない。また主機関も変更されている。船質は同じガラス繊維強化プラスチック（GFRP）である。
機雷探知機も、原型艇がアメリカ製のAN/SQQ-14を搭載していたのに対し、本級ではイギリス製の機種に変更されている。当初は193M mod.1が搭載され、後に建造された艇ではASDIC 193M mod.3型（イギリス海軍ハント型搭載機と同型）、さらに2093型（イギリス海軍サンダウン級や海上自衛隊すがしま型の搭載機と同型）と順次に更新されていった。一方、機雷処分具としては、原型艇と同じくゲイマリン社のプルートROVを搭載している。

## 同型艦
| #       | 艦名                               | 就役       |
| ------- | ---------------------------------- | ---------- |
| MHC-561 | 江景（カンギョン） ROKS Kanggyeong | 1986年12月 |
| MHC-562 | 康津（カンジン） ROKS Gangjin      | 1991年5月  |
| MHC-563 | 高霊（コリョン） ROKS Goryeong     | 1991年11月 |
| MHC-565 | 金浦（キンポ） ROKS Gimpo          | 1993年4月  |
| MHC-566 | 高敞（コチャン） ROKS Gochang      | 1993年10月 |
| MHC-567 | 錦和（クムァ） ROKS Geumhwa        | 1994年4月  |